# 2752 Ву Цзяньсюн
2752 Ву Цзяньсюн (2752 Wu Chien-Shiung) — астероїд головного поясу, відкритий 20 вересня 1965 року.
Тіссеранів параметр щодо Юпітера — 3,213.
Назва на честь американського радіофізика китайського походження Wu Chien-Shiung (Ву Цзяньсюн або У Цзяньсюн). Відома ще як "Мадам Ву".